# Ridderorden in Toscane
Toscane bezat als Groothertogdom een aantal Ridderorden.

## Republiek
Naar middeleeuwse opvattingen had de stadstaat Florence geen ridderorde kunnen instellen omdat een republiek in de middeleeuwen geen "Fons honorum" werd geacht. In de middeleeuwen was er nog geen Toscaans staatsverband.

## Groothertogdom onder de Medici's
De Groothertogen van het Toscane waren dat wel. Zij stelden in 1561 de Heilige en Militaire Orde van Sint-Stefanus Paus en Martelaar in.

## Groothertogdom onder de Habsburgers
Maximilian Gritzner noemt ook een in 1814 ingestelde "Orde van het Witte Kruis" die voor dapperheid zou zijn verleend. Hij merkt op dat hij daarover geen bijzonderheden kan geven.
In 1817 werd de in 1807 in het groothertogdom Würzburg ingestelde Orde van Sint-Jozef een van de Toscaanse Orden.
In 1853 volgde een Orde van Militaire Verdienste.
Het Groothertogdom Toscane werd in 1860 door het koninkrijk Sardinië geannexeerd en later deel van het koninkrijk Italië. De drie orden werden dynastieke- of huisorden van de regerende familie, een zijtak van het keizerlijke huis Habsburg-Lotharingen.